# Codice ATC A12
Il codice ATC A12 "Integratori minerali" è un sottogruppo del sistema di classificazione Anatomico Terapeutico e Chimico, un sistema di codici alfanumerici sviluppato dall'OMS per la classificazione dei farmaci e altri prodotti medici. Il sottogruppo A12 fa parte del gruppo anatomico A, farmaci per l'apparato digerente e del metabolismo.
Codici per uso veterinario (codici ATCvet) possono essere creati ponendo la lettera Q di fronte al codice ATC umano: QA12...  I codici ATCvet senza corrispondente codice ATC umano sono riportati nella lista seguente con la Q iniziale.
Numeri nazionali della classificazione ATC possono includere codici aggiuntivi non presenti in questa lista, che segue la versione OMS.

## A12A Calcio (elemento chimico)

### A12AA Calcio
A12AA01 Fosfato di calcio
A12AA02 Glubionato di calcio
A12AA03 Gluconato di calcio
A12AA04 Carbonato di calcio
A12AA05 Lattato di calcio
A12AA06 Lattato-gluconato di calcio
A12AA07 Cloruro di calcio
A12AA08 Glicerilfosfato di calcio
A12AA09 Citrato di calcio
A12AA10 Glucoeptonato di calcio
A12AA11 Pangamato di calcio
A12AA12 Acetato di calcio
A12AA13 Citrato di calcio
A12AA20 Calcio (sali differenti in associazione)
A12AA30 Levolato di calcio

## A12B Potassio

### A12BA Potassio
A12BA01 Cloruro di potassio
A12BA02 Citrato di potassio
A12BA03 Bitrartrato di potassio
A12BA04 Bicarbonato di potassio
A12BA05 Gluconato di potassio
A12BA30 Associazioni
A12BA51 Cloruro di potassio, associazioni

## A12C Altri supplementi minerali

### A12CA Sodio
A12CA01 Cloruro di sodio
A12CA02 Solfato di sodio

### A12CB Zinco
A12CB01 Solfato di zinco
A12CB02 Gluconato di zinco
A12CB03 Zinco proteinato

### A12CC Magnesio
A12CC01 Cloruro di magnesio
A12CC02 Solfato di magnesio
A12CC03 Gluconato di magnesio
A12CC04 Citrato di magnesio
A12CC05 Aspartato di magnesio
A12CC06 Lattato di magnesio
A12CC07 Levulinato di magnesio
A12CC08 Pidolato di magnesio
A12CC09 Orotato di magnesio
A12CC10 Ossido di magnesio
A12CC30 Magnesio (sali differenti in associazione)

### A12CD Fluoruro
A12CD01 Fluoruro di sodio
A12CD02 Monofluorofosfato di sodio
A12CD51 Fluoruro, associazioni

### A12CE Selenio
A12CE01 Selenate di sodio
A12CE02 Selenite di sodio
QA12CE99 Selenio, associazioni

### A12CX Altri prodotti minerali
QA12CX90 Toldimfos
QA12CX91 Butafosfano
QA12CX99 Altri prodotti minerali, associazioni